# USS Wisconsin (BB-64)
Линкор «Висконсин» (ББ-64) (англ. USS Wisconsin (BB-64)) — американский линкор типа «Айова». Построен на верфи в Филадельфии, США. Спущен на воду 7 декабря 1943 года. Последний линкор в мире, числившийся в резерве ВМС, окончательно списан только в марте 2006 года. Уступает звание последнего в мире линкора, вступившего в строй, британскому HMS_Vanguard_(1944). По состоянию на март 2012 года находится на вечной стоянке в музее «Наутикус» в городе Норфолке, штат Вирджиния.